# Holing Sø
Holing Sø er en kunstig 10 hektar stor sø nord for Herning. Vanddybden er på op til seks meter. Den var færdiggravet i 2015 og anlæggelsesprisen var på ca. 80 millioner kroner. I projektet indgik etableringen af et ro- og kajakstadion, der skal følge de gældende, internationale retningslinjer.
Derudover bliver der langs bredden udstykket i alt 40 byggegrunde, ligesom der bliver mulighed for sportsfiskeri og andre rekreative muligheder.
Den endelige udformning af søen blev valgt ud fra fire forskellige muligheder, der alle varierede i overfladeareal og anlægspris.
Holing Sø ligger i forlængelse af den allerede etablerede Fuglsang Sø, som blev til ved etableringen af Herningmotorvejen og Messemotorvejen.

## Eksterne kilder og henvisninger
1. ↑  "Holing Sø færdig på rekordtid" fra Herningfolkeblad.dk, 23. november 2013

56°09′46″N 8°56′35″Ø / 56.1629°N 8.943°Ø
|  | Denne artikel om lokaliteten Holing Sø kan blive bedre, hvis der indsættes et (bedre) billede. Du kan hjælpe ved at afsøge Wikimedia Commons for et passende billede eller lægge et op på Wikimedia Commons med en af de tilladte licenser og indsætte det i artiklen. |